# Qilong, Chongqing
Qilong (kinesiska: 骑龙) är en köping i sydvästra Kina. Den ligger i stadsdistriktet Nanchuan, i storstadsområdet Chongqing, omkring 67 kilometer öster om det centrala stadsdistriktet Yuzhong. Antalet invånare är 6 249. Befolkningen består av 3 064 kvinnor och 3 185 män. Barn under 15 år utgör 19,0 %, vuxna 15-64 år 61 %, och äldre över 65 år 19,0 %.